# Imeleta Mata'utia
Imeleta Olive Mata'utia (* 2. März 2000 in Pago Pago) ist eine amerikanisch-samoanische Beachhandballspielerin.

## Karriere

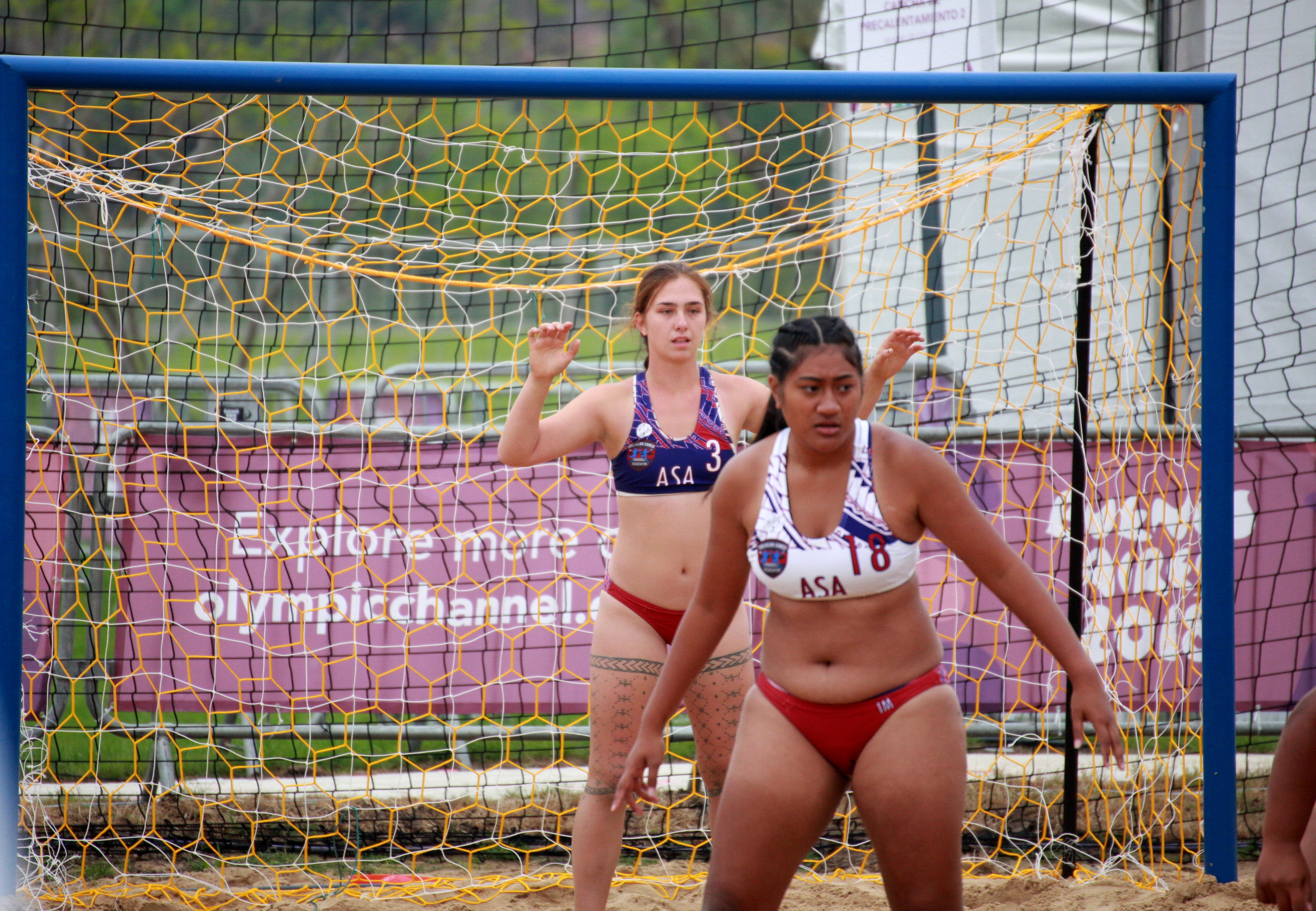
Imeleta Mata'utia in der Abwehr beim Spiel um den 11. Platz gegen Mauritius bei den Olympischen Jugendspielen 2018; im Hintergrund Stephanie Floor

Imeleta Mata'utia startet für den Pago Pago HC. Die zentrale Defensivspielerin gehört zur Gründergeneration des Handballs, insbesondere des Beachhandballs, in Amerikanisch-Samoa. Sie gehörte zum Kader ihres Verbandes, der bei den U-17-Ozeanienmeisterschaften im Beachhandball gegen das favorisierte australische Team den Titel gewann und sich damit für die Olympischen Jugend-Sommerspiele 2018 qualifizierte. Dabei wurde ihre Leistung in der Defensive ausdrücklich positiv hervorgehoben; auch aufgrund dieser Leistung konnte ihre Mannschaftskameradin Stephanie Floor zur erfolgreichsten und besten Spielerin des Turniers werden. Auch in Buenos Aires gehörte Mata'utia zum Kader, der den elften Platz belegte. Mit fünf Zeitstrafen, zwei davon in einem Spiel, was zu einem automatischen Spielausschluss führte, sowie dem einzigen im Mädchenturnier verhängten Platzverweis war Mata'utia die härteste Spielerin des Turniers.

## Einzelbelege
1. ↑  U17 Beach Handball Boys claim gold and Girls sliver at Oceania Champs (Memento vom 3. März 2019 im Internet Archive) (englisch)
2. ↑  Our beach handball team to Argentina 2018 (englisch)
3. ↑  Female Athlete of 2017 (englisch)
4. ↑  Detaillierte Statistik der Olympischen Jugendspiele (Memento vom 15. Oktober 2018 im Internet Archive) (englisch)

| Personendaten    | Personendaten                                   |
| ---------------- | ----------------------------------------------- |
| NAME             | Mata'utia, Imeleta                              |
| ALTERNATIVNAMEN  | Mata'utia, Imeleta Olive (vollständiger Name)   |
| KURZBESCHREIBUNG | amerikanisch-samoanische Beachhandballspielerin |
| GEBURTSDATUM     | 2. März 2000                                    |
| GEBURTSORT       | Pago Pago                                       |